# Neoperlops gressitti
Neoperlops gressitti är en bäcksländeart som beskrevs av Banks 1939. Neoperlops gressitti ingår i släktet Neoperlops och familjen jättebäcksländor. Inga underarter finns listade i Catalogue of Life.